# Río Sarria
El río Sarria, también llamado río Oribio en su tramo inicial, es un río del noroeste de la península ibérica que discurre por la provincia de Lugo, Galicia, España. Es un afluente del río Neira y este a su vez del río Miño.
El río Sarria da nombre a un ayuntamiento, a una comarca, a un condado, a una jurisdicción, a un marquesado, a dos monasterios, a un partido judicial, a una tierra, a una villa y a varias parroquias. Tiene 57 km de longitud y avena 309 km² de superficie.

## Curso
El río Sarria se forma con las aguas que bajan desde la Sierra del Oribio y los montes de A Meda y Albela, entre los ayuntamientos de Triacastela y Samos (Lugo). Tras atravesar este último, entra en el ayuntamiento de Sarria para luego hacer de límite natural entre los ayuntamientos de Páramo y Láncara. En este último, se une al río Neira en el pueblo de Puebla de San Julián.
El Sarria aparece en ocasiones nombrado también como Río Oribio y ambos nombres están reconocidos oficialmente para referirse al mismo cauce. Está aceptado que el cambio de denominación de Río Oribio a Río Sarria se produce con la entrada del curso fluvial en el Ayuntamiento de Sarria y así lo recoge la señalización física del río a lo largo de su recorrido. Se trata de una peculiaridad onomástica común a muchos otros casos, en la que el mismo río recibe nombres distintos a lo largo de su recorrido. 

## Fauna
Entre la fauna fluvial destacan las truchas y las anguilas y entre los anfibios, la salamandra, el tritón ibérico, la rana patilarga, la rana roja y diversas especies de sapos.